# Chiesa di San Lorenzo (San Giovanni di Fassa)
La chiesa di San Lorenzo è l'antica parrocchiale di Pera, frazione di San Giovanni di Fassa in Trentino. Fa parte della zona pastorale di Fiemme e Fassa e risale al XVI secolo. È divenuta chiesa sussidiaria nel 1975, con la costruzione della chiesa di Santa Maria Madre della Chiesa, di San Vigilio e di San Lorenzo.

## Storia
Dagli atti visitali dell'area fassana si desume che l'edificio sia stato costruito tra il 1582 e il 1603. Nell'anno 1603 la chiesa venne consacrata, e i documenti relativi della cerimonia corrispondono alla prima citazione ufficiale del luogo di culto.
Nel 1818, dal punto di vista della giurisdizione ecclesiastica, l'area passò dalla diocesi di Bressanone a quella di Trento.
A partire dal 1837, e inizialmente solo nel periodo invernale, ebbe la concessione della custodia dell'Eucaristia. Due anni dopo accanto all'edificio venne edificata la canonica e nel 1869 la custodia eucaristica venne concessa per tutto il periodo dell'anno.
Negli ultimi anni del XIX secolo la copertura della torre campanaria, che si trovava in pessime condizioni, venne sostituita e l'intero edificio fu oggetto di vari interventi di restauro.
La concessione del fonte battesimale arrivò nel 1907. Durante gli anni trenta la canonica venne ampliata e gli interni furono arricchiti da decorazioni murali nella navata, sull'arco santo e nel presbiterio ad opera di Francesco Bernard, artista locale.
Venne elevata a dignità parrocchiale nel 1949 ma già meno di trent'anni dopo tale qualifica venne attribuita alla nuova chiesa che era stata edificata a Pera ed era stata consacrata nel 1976. San Lorenzo divenne così chiesa sussidiaria della nuova parrocchiale.
A partire dagli anni novanta e sino al 2004 l'edificio fu oggetto di vari interventi a fine conservativo come il consolidamento strutturale, la revisione delle intonacature e delle coperture, le tinteggiature, il restauro della torre campanaria e degli interni della sala.

## Descrizione

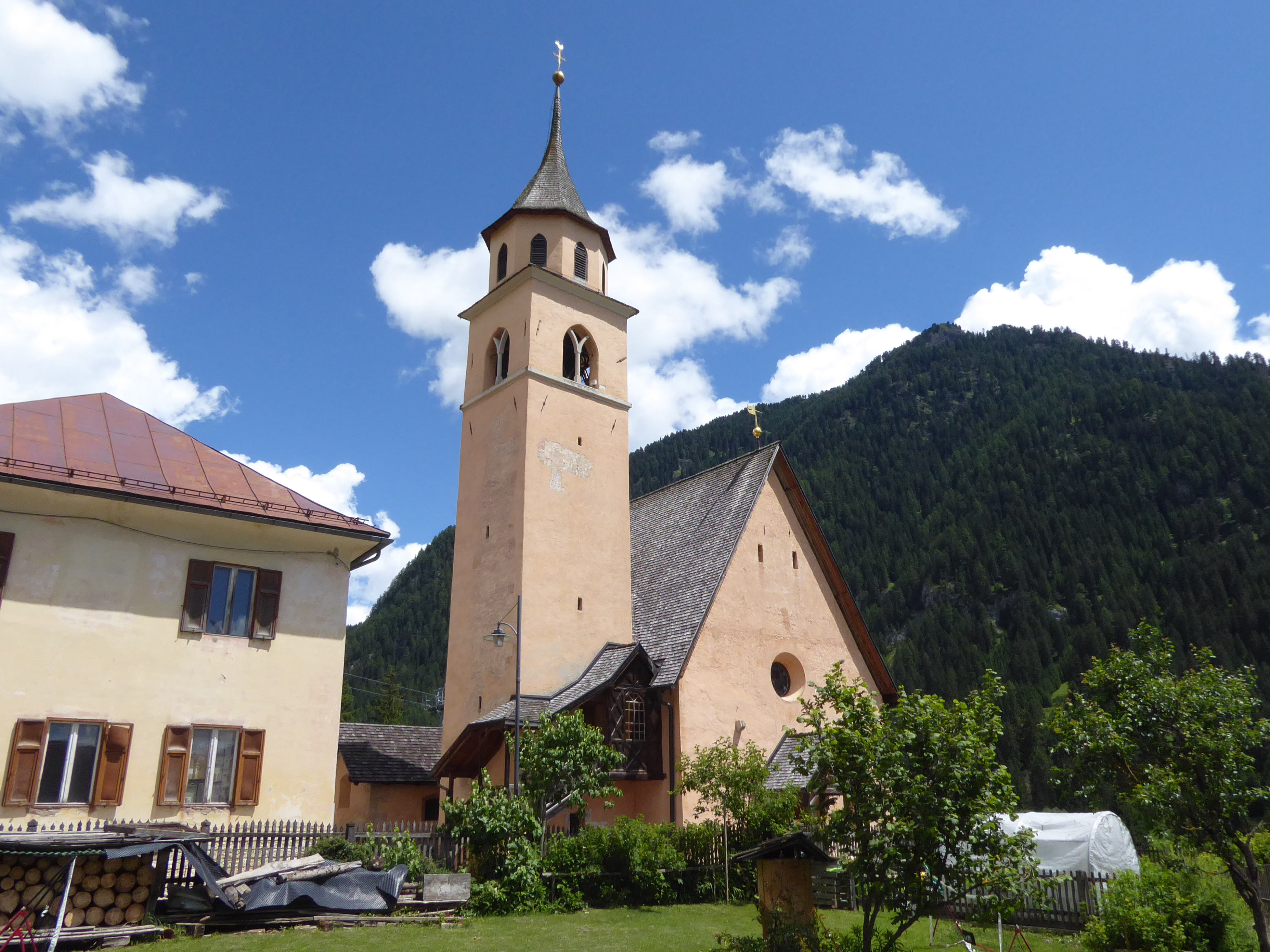
Chiesa di San Lorenzo

La facciata, semplice con due spioventi che formano un angolo acuto, ha orientamento verso nord. Il portale è protetto da una piccola tettoia. La torre campanaria, addossata sul lato sinistro, ha la cella con quattro trifore. La navata è unica e la zona presbiteriale è leggermente rialzata.
Le decorazioni interne sono di Francesco Bernard, il Giotto di Pèra, un artista itinerante che viaggiò in quasi tutti i paesi europei e morì nel 1947 ormai cieco. L'altar maggiore ligneo e finemente intarsiato, policromo, è in stile barocco. Il monumentale altare laterale sinistro in stile tardogotico e con tre ante è opera di Jorio dai Santi da Campitello di Fassa.